# Liste der Stolpersteine in Oosterhout
Die Liste der Stolpersteine in Oosterhout umfasst die Stolpersteine, die vom deutschen Künstler Gunter Demnig in Oosterhout verlegt wurden, einer Gemeinde in der niederländischen Provinz Noord-Brabant. Stolpersteine sind Opfern des Nationalsozialismus gewidmet, all jenen, die vom NS-Regime drangsaliert, deportiert, ermordet, in die Emigration oder in den Suizid getrieben wurden. Demnig verlegt für jedes Opfer einen eigenen Stein, im Regelfall vor dem letzten selbst gewählten Wohnsitz.
Die ersten, bislang einzigen Verlegungen in dieser Gemeinde fanden am 31. Oktober 2014 statt.

## Verlegte Stolpersteine
In Oosterhout wurden drei Stolpersteine an drei Anschriften verlegt.
| Stolperstein | Übersetzung | Verlegort         | Name, Leben                      |
| ------------ | --- | ----------------- | -------------------------------- |
|              | HIER WOHNTE ILSE JOHANNA BEHR GEB. 1901 VERHAFTET 2.8.1942 DEPORTIERT 1942 AUS WESTERBORK AUSCHWITZ ERMORDET 9.8.1942 | Leijsenhoek 73    | Ilse Johanna Behr (1901–1942)    |
|              | HIER WOHNTE PATER JACQUES KERSSEMAKERS GEB. 1896 VERHAFTET 10.10.1942 ERMORDET 7.5.1943 FORT DE BILT, UTRECHT         | Hoogstraat 80     | Jacques Kerssemakers (1896–1943) |
|              | HIER WOHNTE SIETZE VAN DER VELDE GEB. 1919 VERHAFTET 27.7.1941 ERMORDET 3.5.1942 SACHSENHAUSEN                        | Klappeijstraat 46 | Sietze van der Velde (1919–1942) |

## Verlegedatum
- 31. Oktober 2014